# Đài tưởng niệm nạn nhân trẻ em trong chiến tranh, Lidice

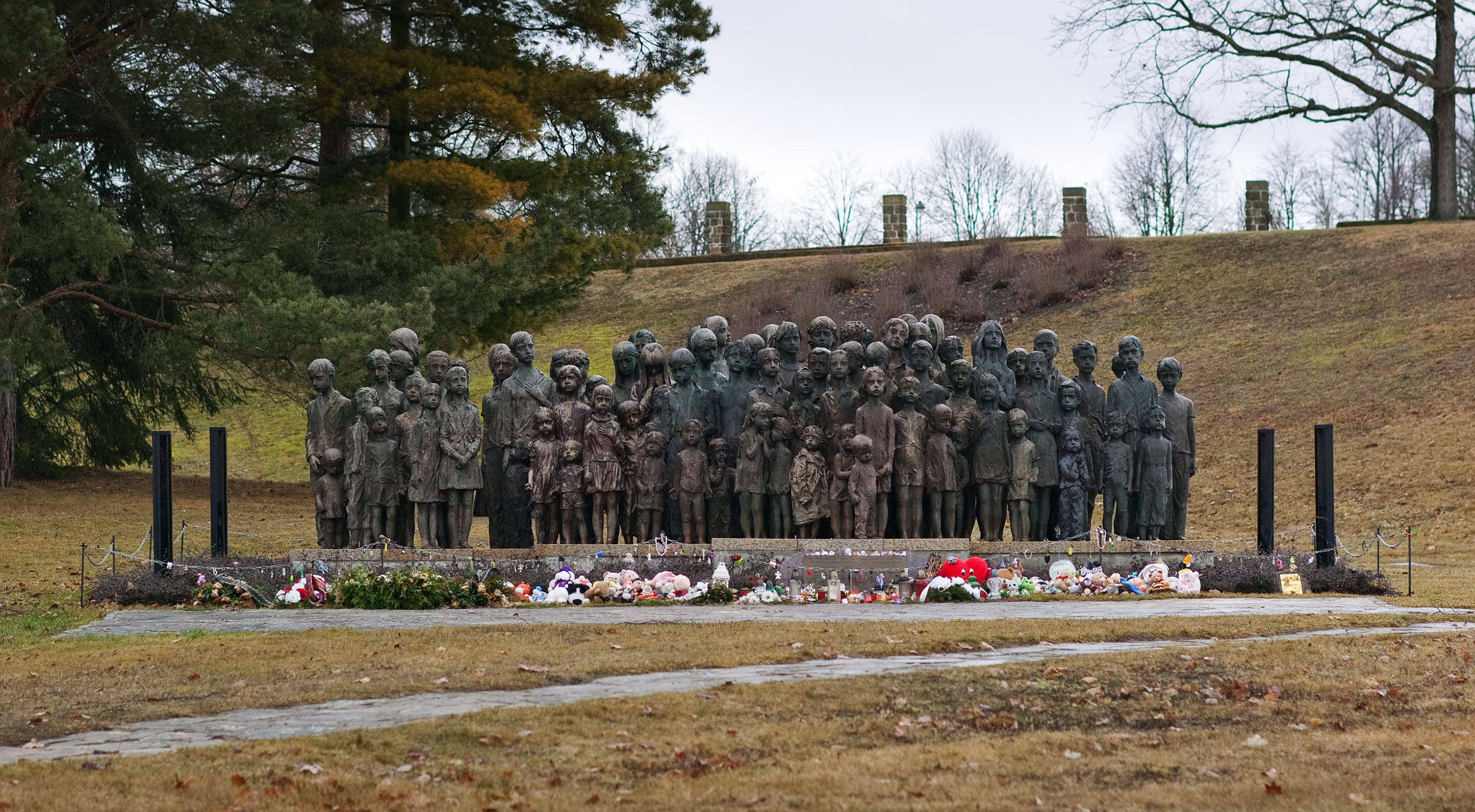
Đài tưởng niệm trẻ em nạn nhân chiến tranh trong Khu tưởng niệm và tôn kính, Lidice

Đài tưởng niệm nạn nhân trẻ em trong chiến tranh, Lidice là một tác phẩm điêu khắc bằng đồng của Marie Uchytilová, đặt tại Lidice, Cộng hòa Séc, tưởng nhớ 82 đứa trẻ Lidice đã bị Đức Quốc xã cho vào buồng hơi ngạt tại trại hủy diệt Chełmno vào mùa hè năm 1942, trong Chiến tranh thế giới thứ hai. 82 đứa trẻ này là nạn nhân trong cuộc thảm sát Lidice.
Đài tưởng niệm được bắt đầu xây dựng vào năm 1980, nhưng phải đến năm 2000 (10 năm sau khi Uchytilová qua đời), chồng bà mới hoàn thành tác phẩm.